# Новогеоргиевка (Одесская область)
Новогеоргиевка (укр. Новогеоргіївка) — село, относится к Ананьевскому району Одесской области Украины.
Население по переписи 2001 года составляло 1037 человек. Почтовый индекс — 66420. Телефонный код — 4863. Занимает площадь 8,55 км². Код КОАТУУ — 5120284601.

## Местный совет
66420, Одесская область, Ананьевский р-н, с. Новогеоргиевка